# Naram-Sin d'Assíria
|  | Per a altres significats, vegeu «Naram-Sin». |

Naram-Sin d'Assíria és un rei documentat d'Assíria que hauria regnat potser entre els anys 1855/1840-1825/1810 aC. Sobre ell s'han plantejat dubtes, perquè hi ha qui creu que era el mateix personatge que Naram-Sin d'Eixnunna.
Quan Xamxi-Adad I, establert a Shekhna (rebatejada Shubat-Enlil) cap a l'any 1820 aC es va dirigir contra la fortalesa d'Ekal·latum situada a l'esquerra del Tigris que devia dependre d'Assur, l'atac va fallar per la intervenció de Naram-Sin, que apareix en lluita amb Aminu, el germà de Xamxi-Adad que probablement actuava en cooperació amb ell. Hi ha divisió d'opinions sobre si aquest Naram-Sin era el rei d'Eixnunna que portava aquest nom o era en realitat el rei Naram-Sin d'Assíria fill de Puzur-Aixur II, esmentat a les Llistes reials assíries.
Les dates són difícils de combinar, ja que Puzur-Aixur II va morir als voltants del 1840 aC, probablement fins i tot deu o quinze anys abans. Així és encara possible que Naram-Sin d'Assíria lluites amb Aminu, perquè aquest darrer hauria començat a regnar entre el 1840 aC i 1820 aC aproximadament, i és més difícil que Naram-Sin d'Assíria encara fos rei als voltants del 1815 aC. Sembla més raonable pensar que Eixnunna, una ciutat amb la que es buscava l'aliança en aquell temps, fos qui va intervenir a Assur contra Xamxi-Adad I i en suport d'Erixum II, fill de Naram-Sin d'Assíria i mort uns quants anys abans.
Però la possibilitat contrària és també acceptable: Puzur-Aixur va pujar al tron quan ja era gran, potser amb uns 60 anys (se sap que tenia fills de certa edat) i hauria mort amb uns 70 anys. Per tant, el seu fill successor Naram-Sin hauria tingut entre 40 i 50 anys com a mínim al pujar al tron i un regnat d'uns 30 anys està dins allò possible. Si Puzur-Aixur II va morir cap a l'any 1850 aC (o poc abans) el seu fill Naram-Sin, hauria pogut regnar encara el 1820 aC en el millor dels casos possibles, i només de manera poc habitual fins al 1810 aC.
Si aquest Naram-Sin que exercia influència a Assur sobre l'any 1815 aC era el rei d'Eixnunna, hauria derrotat a Aminu i a Xamxi-Adad, potser en aquesta data i s'hauria apoderat de Shubat-Enlil, exercint el control sobre Erixum II, rei d'Assur fill de Naram-Sin d'Assíria, i com a tal l'identifiquen les Llistes reials assíries. Potsers el 1810 aC va morir Naram-Sin i va deixar repartits els seus dominis:
- A Assur va governar Erixum II que hauria de ser fill de Naram-Sin d'Assíria
- A Eixnunna va governar Daduixa, també el seu fill.

Els orígens de Naram-Sin d'Eixnunna no són coneguts i, per tant, també hi ha la possibilitat que Naram-Sin d'Assíria hagués conquerit Eixnunna i s'hagués proclamat rei, encara que és menys probable que la situació inversa (Eixnunna conquereix Assur). Si el cas va ser així podia haver deixat a la seva mort el govern d'Assur a Erixum II i el d'Eixnunna a Daduixa, i llavors s'adaptaria al que diuen les Llistes reials assíries.